# 秦女休行
《秦女休行》為魏晉人傅玄作品。
秦女休行最早是左延年作品，寫一秦女休，姓秦名女休，出嫁为燕王妇，替家族報仇的故事。傅玄則改描寫一位庞氏烈妇，為父母報仇的故事，胡适、陆侃如、吴世昌、俞绍初、葛晓音等人都研究過此詩，意见不一。一說故事是以趙娥為原型，又有人認為是漢代陳留郡外黃縣緱玉為原型。《秦女休行》一詩被譽為“音節激揚，古質健勁”。